# نونازک‌پوش‌ماهی
نونازک‌پوش‌ماهی (نام علمی: Neopetalichthys yenmenpaensis) نام یک گونه از طبقه‌بندی نامشخص است.